# 실린드로불라속
실린드로불라속(Cylindrobulla)은 바다 달팽이 속의 하나로 낭설류에 속하는 해양 복족류 연체동물이다. 실린드로불라과(Cylindrobullidae)의 모식속이며, 이 과의 유일 속이다.

## 분류
실린드로불라아목(Cylindrobulloidea)을 하나의 과와 속만을 가진 단형아목으로 인정하고 사용했다.

### 1996년 분류
1996년 옌센(Jensen)은 새로운 목인 실린드로불라목(Cylindrobullacea)을 생성하여 이 속을 포함시켰으며, 낭설류의 자매군의 하나로 분류했다.(1996)

### 1998년 분류
1998년 미켈슨(Mikkelsen). 은 실린드로불라속이 사실은 껍질이 싸인 낭설류의 옥시노이아류에 속한다고 주장했다. 분류학상의 이와 같은 변화는 이 속의 많은 특징들(예를 들어, 소화 및 생식 기관, 외투막(연체동물의 바깥 껍질) 그리고 신경 계통)의 상사성에 기초하여 주장한 것이다.

### 2005년 분류
2005년 부쉐와 로크루아(Bouchet & Rocroi)의 복족류 분류는 실린드로불라과(Cylindrobullidae
)를 실린드로불라상과(Cylindrobulloidea)의 유일한 과, 실린드로불라상과는 후새류에 속하는 실린드로불라류(Cylindrobullida)의 유일한 상과로 분류했다.
부쉐와 로크루아(Bouchet & Rocroi)의 복족류 분류의 실린드로불라과에는 하위 아과가 없다.

### 2010년 분류
2010년 매다(Maeda)와 그의 공저자들 은 분자계통학적 분석을 통해 실린드로불라속(Cylindrobulla)의 분류학적 위치가 낭설류임을 확인했다.

## 하위 속
실린드로불라속(Cylindrobulla)에 포함되는 종들은 아래와 같다.
- Cylindrobulla beauii P. Fischer, 1857[3] - 실린드로불라속(Cylindrobulla)의 모식종
- Cylindrobulla gigas Mikkelsen, 1998[5]
- Cylindrobulla phuketi Jensen, 1990[7]
- Cylindrobulla sculpta G. Nevill & H. Nevill, 1869[8]
- Cylindrobulla turtoni Bartsch, 1915[9]
- Cylindrobulla xishaensis Lin, 1978[10]

이명:
- Cylindrobulla californica Hamatani, 1971 - Ascobulla californica의 이명 (Hamatani, 1971)
- Cylindrobulla fragilis (Jeffreys, 1856) - Ascobulla fragilis의 이명 (Jeffreys, 1856)
- Cylindrobulla japonica Hamatani, 1969 - Ascobulla japonica의 이명 (Hamatani, 1969)

## 같이 보기
- 아스코불라속 (Ascobulla) - 이 속의 종들은 겉보기에는 실린드로불라속 종들과 비슷하지만, 내부의 해부학적 구조는 다르다. 아스코불라속은 볼바텔라과(Volvatellidae)에 속한다.